# Cheiriphotis neotropicalis
Cheiriphotis neotropicalis is een vlokreeftensoort uit de familie van de Corophiidae. De wetenschappelijke naam van de soort is voor het eerst geldig gepubliceerd in 2007 door Valério-Berardo, Thiago de Souza & Rodrigues.